# James Colonel K12
De James Colonel K12 was een 225cc-motorfiets die het Britse merk James produceerde van 1954 tot 1957.

## Voorgeschiedenis
James uit Birmingham had van 1915 tot 1924 al 225cc-modellen geproduceerd, maar dat was in een tijd dat de cilinderinhoud niet ter zake deed en de machines werden dan ook verkocht als "James Model 8 2¼ HP". 225 cc was nooit een gangbare cilinderinhoud, maar toeleverancier Villiers maakte tweetaktmotoren in alle soorten en maten, waardoor het ook weer niet nodig was een 225cc-blok te ontwikkelen. In 1951 werd James overgenomen door Associated Motor Cycles, waartoe toen ook al de merken AJS, Matchless en Francis-Barnett behoorden. AJS en Matchless leverden de wat zwaardere 350- en 500cc-modellen, James en Francis-Barnett de lichtere modellen die met tweetaktmotoren waren uitgerust. Men paste badge-engineering toe, waardoor AJS en Matchless-machines veel op elkaar leken, en in een aantal gevallen ook de machines van F-B en James.

## James Colonel K12
Halverwege de jaren vijftig bracht AMC twee vrijwel identieke motorfietsen uit: de Francis-Barnett Cruiser 75 en de James Colonel K12. Beide machines waren uitgerust met de 224,4cc-Villiers Mk H1-tweetaktmotor met drieversnellingsbak. Het waren echte toermotorfietsen met veel plaatwerk, vooral rond het achterwiel. Aan de voorkant zat een AMC-telescoopvork en achter een swingarm met twee veer/demperelementen. De James Colonel was gespoten in de fabriekskleur van James, bordeauxrood, met gouden biezen aan de zijkanten van de tank. In 1955 werden die biezen zilverkleurig en vanaf 1956 konden klanten ook kiezen voor een lichtgrijze motorfiets met pastelgrijze tankflanken met silverkleurige en zwarte biezen.
De Colonel K12 werd in 1954 geïntroduceerd en de productie eindigde in 1957. James-klanten konden op dat moment kiezen voor de 200cc-Captain K7 of de 250cc-Commodore L25. Francis-Barnett-liefhebbers kregen ook een 250cc-model, de Cruiser 80.